# 阿赫马杜·洛博
阿赫马杜·洛博（阿拉伯语：‎，羅馬化：Shaykh Aḥmadu bin Muḥammadu Lobbo，英语文献中常作：Seku Amadu，Seku为统治者之意；约1776年—1845年4月20日），西非宗教改革家，富尔贝人的领袖，马西纳（位于今马里共和国境内）的统治者（1810年－1844年）。在他的领导下，富尔贝人建立起19世纪西非最重要的伊斯兰教大国之一。
阿赫马杜·洛博原为尼日利亚伊斯兰教领袖奥斯曼·丹·福迪奥的追随者，受后者的鼓舞决心献身于传播真主的启示。他开始时是一位教师。后来，阿赫马杜·洛博领导富尔贝人反对班巴拉人的统治，推翻了班巴拉人所建的塞古国。从1812年开始他正式率领富尔贝人发起对非洲异教徒的圣战，主要是针对临近的图阿列格人和桑海人建立的小王国。1826年他的扩张达到了顶点，该年富尔贝军队攻克了廷巴克图。
阿赫马杜·洛博建立的马西纳伊斯兰国家定都于哈姆拉达希（意为：赞美真主）。这个国家的主要居民由皈依伊斯兰教的富尔贝人和班巴拉人构成。阿赫马杜·洛博在宗教狂热的鼓舞下继续其征服战争，直到他去世。
阿赫马杜·洛博是19世纪西非最伟大的三位伊斯兰教领袖之一。